# Karl Litschi
Karl Litschi (né le 27 avril 1912 à Felben et mort le 18 mars 1999 à Andelfingen) est un coureur cycliste suisse. Professionnel de 1936 à 1947, il a été champion de Suisse de la course en ligne, de la course de côte, et de cyclo-cross. Il a remporté le Tour de Suisse 1937 et une étape du Tour de France 1939.

## Palmarès
- 1935
  - Berne-Genève
- 1936
  - 2e du championnat de Suisse sur route
- 1937
  -  Champion de Suisse de cyclo-cross
  - Tour de Suisse :
    - Classement général
    - 5e étape
- 1938
  - Tour du Nord-Ouest de la Suisse
  - 8e du Tour d'Italie
  - 10e de Paris-Nice
- 1939
  -  Champion de Suisse sur route
  - Grand Prix de Cannes
  - Championnat de Zurich
  - 8eb étape du Tour de France (contre-la-montre)
  - 5e étape du Tour de Suisse
  - 2e du Grand Prix du Locle
  - 7e du Tour de Suisse
- 1940
  -  Champion de Suisse de la montagne
  - 2e du championnat de Suisse de poursuite
- 1941
  -  Champion de Suisse sur route
  - Grand Prix du Locle
- 1943
  - 2e du championnat de Suisse de demi-fond
- 1944
  - 2e du championnat de Suisse de demi-fond
- 1946
  - Porrentruy-Zurich
  - 3e du Grand Prix Bassecourt
  - 3e du Tour du lac Léman
- 1947
  - 2e du championnat de Suisse sur route

## Résultats sur les grands tours

### Tour de France
1 participation 
- 1939 : abandon (9e étape), vainqueur de la 8eb étape (contre-la-montre)

### Tour d'Italie
3 participations
- 1937 : abandon (5eb étape)
- 1938 : 8e
- 1940 : abandon